# Ложар, Ула
У́ла Ло́жар (словен. Ula Ložar, род. 24 января 2002 года) — словенская певица, представительница своей страны на Детском Евровидении 2014 года.

## Карьера
В 2014 году была избрана первым в истории представителем Словении на Детском Евровидении, где с песней «Nisi sam / Your Light» заняла 12-е место.
После Евровидения стала подлинным идолом подростков в своей стране.
В 2016 году заняла 3-е место на конкурсе Universong.
Перед Рождеством 2016 года представила песню на английском языке, озаглавленную «I’ll Be with You» (продюсер: Raay). 
16 февраля 2019 года с песней «Fridays» приняла участие в финале словенского национального отбора на взрослое Евровидение, но его не выиграла.

## Дискография

### Синглы
| Год  | Название | Чарты |
| Год  | Название | SLO   |
| ---- | --- | ----- |
| 2014 | «Nisi sam / Your Light»                                                                                              | —     |
| 2017 | «White Xmas / Bel božič» (вместе c дуэтом Maraaya, группой BQL, Никой Зорян, Манцей Шпик, Лукой Баси и Кларой Язбец) | 28    |
| 2019 | «Fridays» | —     |